# 프로페서 X
프로페서 X(Professor X, 본명: 찰스 프랜시스 자비에르, Charles Francis Xavier)는 마블 코믹스에서 출간한 만화책에 등장하는 슈퍼히어로 공상 캐릭터이다. 공동 작가 스탠 리와 잭 커비가 창작했으며, 1963년 9월 X-맨 #1에서 처음으로 등장한다. 그는 엑스맨의 설립자이자 지도자로 알려져있다. 비록 자비에르가 세계에서 가장 강력한 뮤턴트 중 한명이지만, 코믹북 대부분에서 그는 대마비였다. 엄청난 수준의 텔레파시 능력의 소유자이기도 하여서, 제이비어는 인간의 마음을 읽고, 조종, 영향을 끼칠 수 있다. 또한 그는 과학 분야에서도 천재여서, 유전학과 돌연변이, 프시 입자력(사이오닉) 연구를 이끌고 있다. 자비에르는 폭력적인 방법을 강구하는 슈퍼빌런 매그니토에 대해서 분개하고 있고, 시민권에 대한 평화적인 방법을 논하고 있다. 제이비어 인생에서의 행동과 목표는 마틴 루터킹이 미국 시민권 투쟁과 관련하여 그와 자주 비교되며, 반면 매그니토는 투쟁적인 시민권 운동자인 말콤 X와 주로 비교된다.
패트릭 스튜어트 경은 제임스 맥어보이가 연기하였던 젊은 시절의 제이비어가 나온 엑스맨: 퍼스트 클래스를 제외한 모든 엑스맨 영화 시리즈에서 찰스 제이비어 역을 연기하였다. 두 배우는 2014년에 공개되는 후속편인 엑스맨: 데이즈 오브 퓨처 패스트에서 함께 같은 역을 연기하였다. 또한 스튜어트는 비디오 게임 엑스맨 레전드와 엑스맨 2 : 울버린의 복수에서 제이비어의 목소리를 녹음하기도 하였다.

## 담당 배우
제임스 맥어보이